# Petr Claver
Svatý Petr Claver (latinsky Sanctus Petrus Claverius, španělsky San Pedro Claver i Sobocani (26. červen 1580 Verdú - 8. září 1654 Cartagena) byl jezuitský kněz, misionář a učitel, který působil především mezi černými otroky v Kolumbii.

## Život
Petr Claver se narodil v roce 1580 ve španělském Verdunu (Verdú, okres Ungell) jako syn Miguela Clavera a jeho manželky Anny Sobocano. Podle španělského zvyku užíval obě příjmení svých rodičů se spojkou "a", jmenoval se tedy Pedro Claver i Sobocani. 

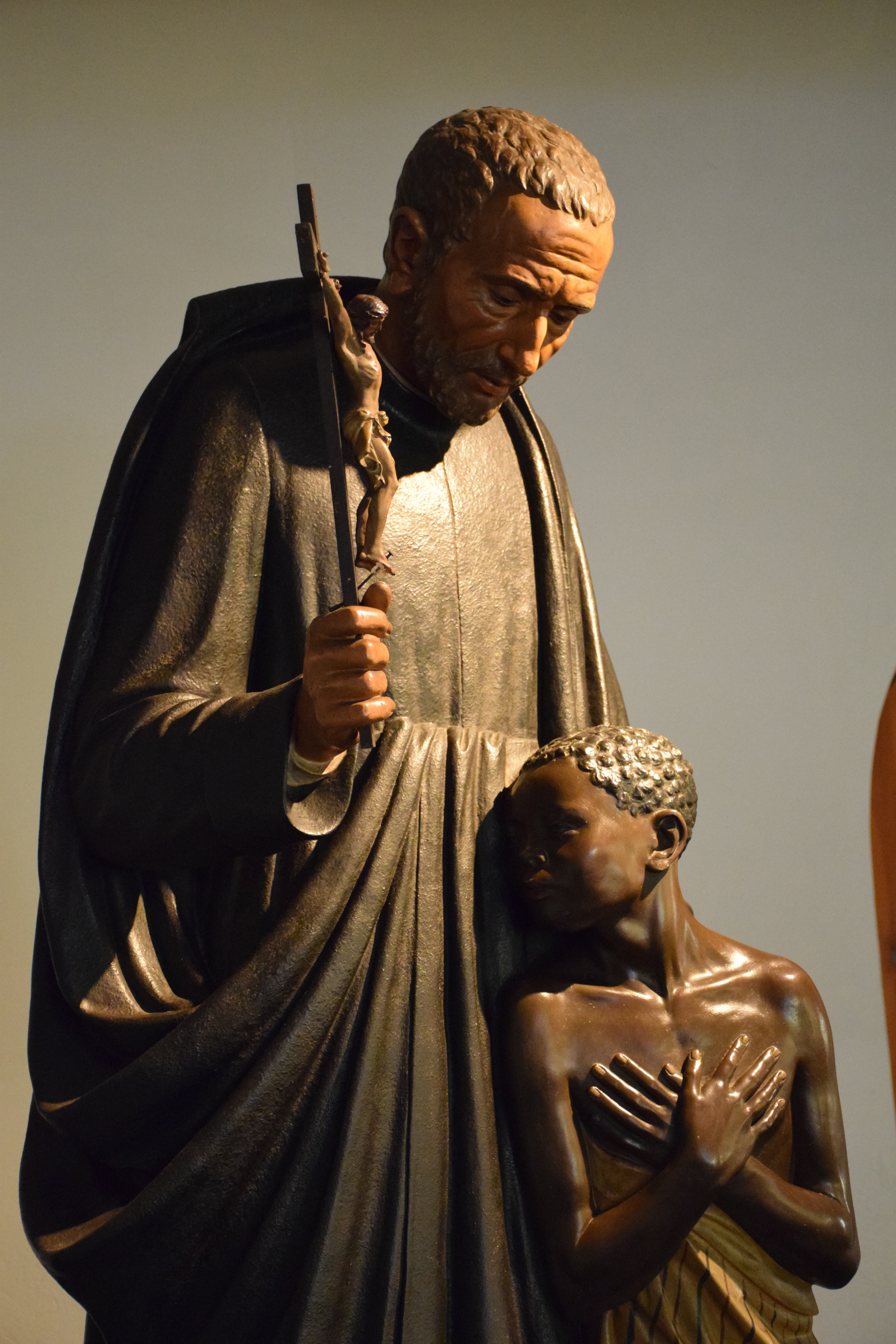
Socha Petra Clavera při křtu černošského chlapce, Verdú

 Roku 1595 přijal tonzuru, od roku 1596 studoval svobodná umění v Barceloně a 7. srpna rocu 1602 v Tarragoně vstoupil do jezuitského řádu. Následně studoval filozofii v Palmě na Mallorce a roku 1610 v Barceloně obhájil doktorát z teologie. Přátelil se s jezuitou Alfonsem Rodriguézem (1533–1617), který ho informoval o španělských transportech Afričanů do otroctví v něm vzbudil nadšení pro misie. Přípravku na misie absolvoval v Seville.
Na podzim roku 1610 Claver odcestoval na misie do jižní Ameriky, připlul do Santa Fé de Bogotá, kde dokončil svá filozofická a teologická studia v jezuitské koleji v San Bartolomé, která byla založena teprve v roce 1604.
15. května 1615 byl vyslán do Vicekrálovství Nová Granada, jak se tehdy Kolumbie nazývala. V Cartageně byl 19. března 1616 vysvěcen na kněze jako první městský jezuita (podle jiných pramenů to mělo být v Belému).
Až do své smrti 8. září 1654 se v kolumbijské Cartageně a jejím okolí věnoval apoštolátu černých, zejména habešských otroků, zakládání špitálů a leprosárií pro nemocné černé obyvatelstvo.
Je pohřben v Cartageně v křišťálovém relikviáři v menze oltáře v jižní boční lodi kostela, který nese od konce 19. století jeho patrocinium, španělsky "Iglésia San Pedro Claver". V kapitulní síni bývalé jezuitské rezidence při témž kostele stojí Claverův oltář s kenotafem v prosklené menze.

## Beatifikace, kanonizace a svátek
V roce 1850 jej v Římě blahořečil papež Pius IX. Roku 1888 jej svatořečil papež Lev XIII. a v roce 1896 byl prohlášen patronem misií mezi černochy.
Katolická církev slaví jeho památku 9. září.

## Kostely a úcta

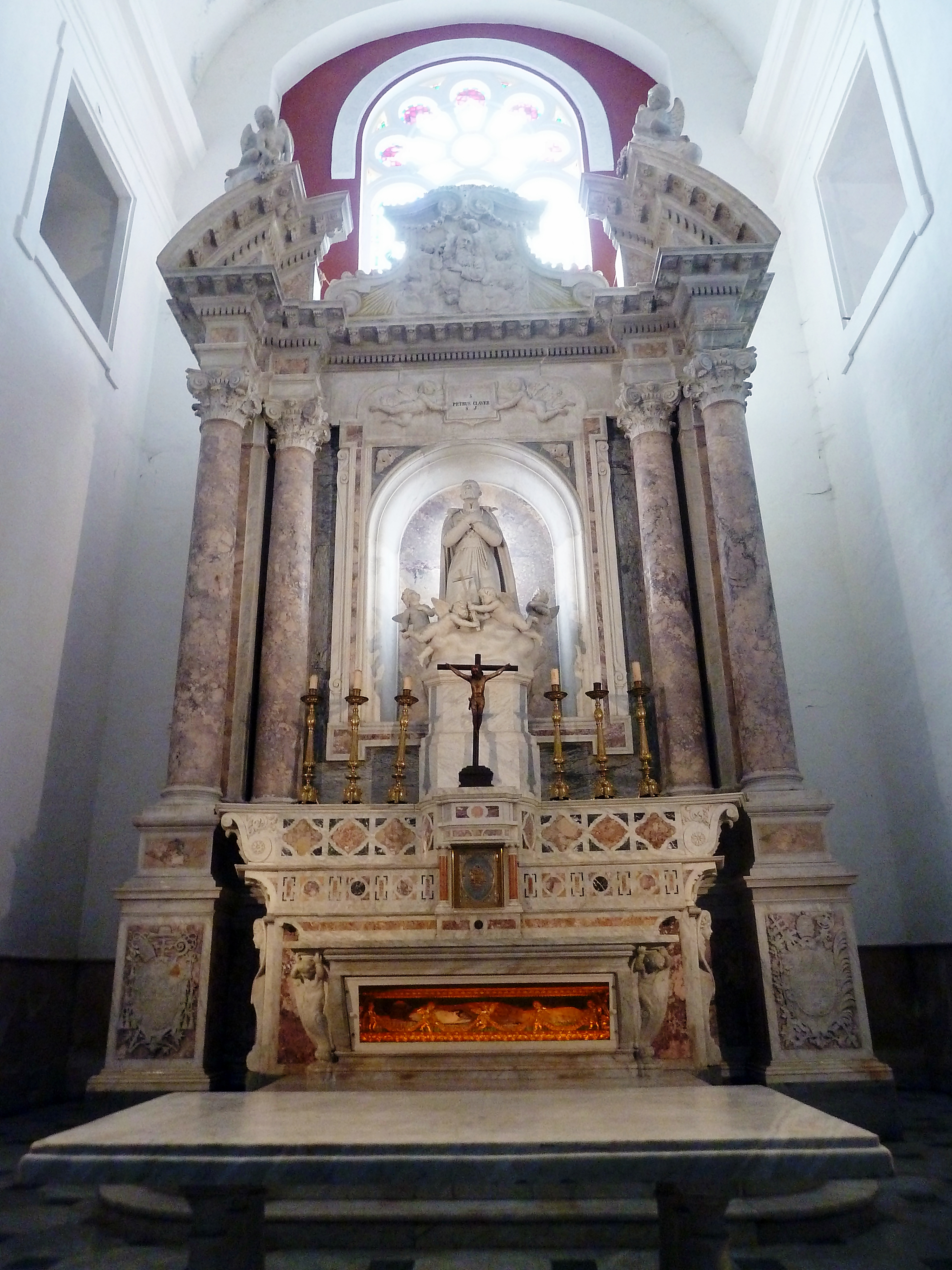
Oltář s hrobem sv. Petra Clavera, Cartagena

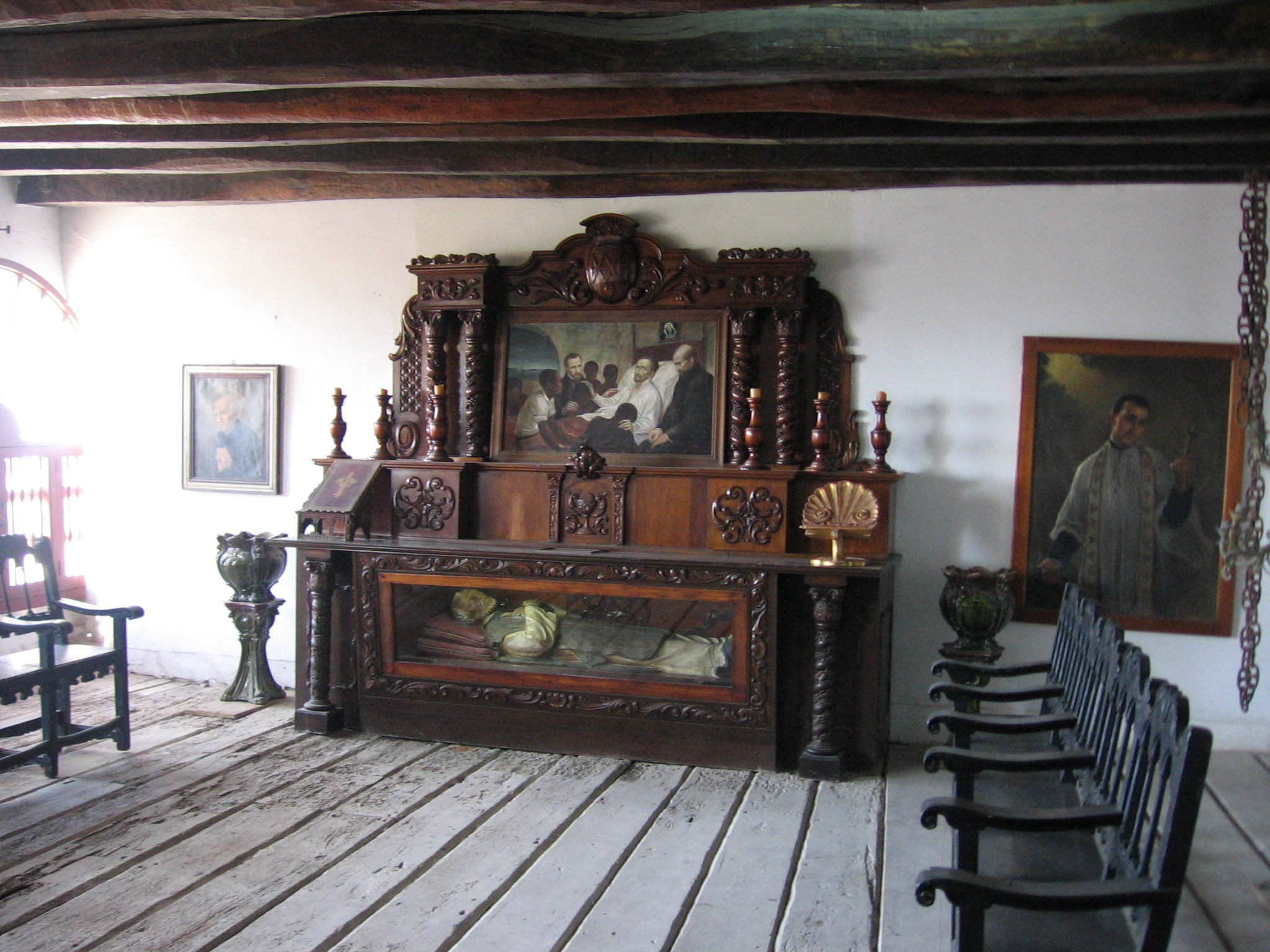
Oltář s kenotafem sv. Petra Clavera v kapitule kostela sv. Petra Clavera v Cartageně

- Petru Claverovi je zasvěcen ve Španělsku kostel při jezuitské koleji de Areneros v Madridu (spolupatronkou je Panna Maria Immaculata), a dále Santuario San Pere Claver na místě jeho rodného domu ve městě Verdú v Katalánsku.
- V jižní Americe to jsou dva kostely v Kolumbii: ve městě Cartageňa a Maceo a jeden kostel svatých Alexandra a Petra Clavera v Montevideu v Uruguayi.
- Pět kostelů sv. Petra Clavera stojí v černošských oblastech Spojených států amerických: Macon (Georgia), St. Inigoes (Maryland)‎, New Orleans (Louisiana)‎ a Tyler (Texas)‎.
- V Asii je kostel sv. Petra Clavera v Malajsii v městě Ranau, Kota Kinabalu.
- V Africe ve městě Lokossa ve státě Benin byl postaven zatím poslední chrám sv. Petra Clavera, vysvěcený roku 2005.